# Prostemmiulus quintarius
Prostemmiulus quintarius är en mångfotingart som beskrevs av Loomis 1941. Prostemmiulus quintarius ingår i släktet Prostemmiulus och familjen Stemmiulidae. Inga underarter finns listade i Catalogue of Life.